# Allmannsweiler (powiat Biberach)
Allmannsweiler – miejscowość i gmina w Niemczech, w kraju związkowym Badenia-Wirtembergia, w rejencji Tybinga, w regionie Donau-Iller, w powiecie Biberach, wchodzi w skład związku gmin Bad Buchau. Leży w Górnej Szwabii, ok. 15 km na południowy zachód od Biberach an der Riß.